# Oxford, Connecticut
Oxford är en kommun (town) i New Haven County i delstaten Connecticut, USA. Vid folkräkningen år 2000 bodde 9 821 personer på orten. Den har enligt United States Census Bureau en area på totalt 86,5 km² varav 1,3 km² är vatten.